# José Osvaldo Villaflor
José Osvaldo Villaflor (falleció en julio de 1992, Buenos Aires) obrero gráfico, delegado y dirigente de su gremio y dirigente de la CGT de los Argentinos

## Breve reseña
Era hijo de Valentín Villaflor y de Trinidad León. Perteneció a una familia de militantes peronistas diezmada por la represión, tres de sus primos (entre ellos la impulsora de las Madres de Plaza de Mayo, Azucena Villaflor de Vincenti, Josefina Villaflor y Raimundo Villaflor, hijos de Aníbal Clemente Villaflor), están desaparecidos, así como también dos de sus sobrinos.
Fue obrero gráfico, delegado y dirigente de su gremio y dirigente de la CGT de los Argentinos a fines de la década de los 60.  Participó del “aparato de superficie” de las Fuerzas Armadas Peronistas (FAP) y, de manera particular, en la formación del Peronismo de Base (PB). Estuvo encarcelado y posteriormente exiliado durante la dictadura de Pedro Eugenio Aramburu. Regresó al país en un interregno, pero decretado el plan Conintes por Frondizi, fue encarcelado y torturado, tras lo cual marchó nuevamente al exilio. Retornó al país en 1983. En la década del 80 participó de diferentes intentos políticos y fue candidato a diputado nacional por el Frente del Pueblo (Frepu).
En un extenso reportaje realizado en el mes de enero de 1992 y publicado en el nª 2 de la publicación del Centro de Estudios José Carlos Mariátegui, José Osvaldo expone con cierta profundidad su posición política en la coyuntura del país. En julio de ese mismo año se quitó la vida.

## ¿Quién mató a Rosendo?
Rodolfo Walsh hizo de Rolando y Raimundo Villaflor -quienes junto a José Osvaldo formaron parte del Peronismo de Base y de las Fuerzas Armadas Peronistas (FAP)- los protagonistas de ¿Quién mató a Rosendo?, el libro que popularizó a Augusto Timoteo Vandor, el poderoso secretario general de la UOM, como responsable del tiroteo en la pizzería Real, en la Avenida Mitre,  en pleno centro de Avellaneda, el 13 de mayo de 1966.